# Hof van Justitie (Nederland)

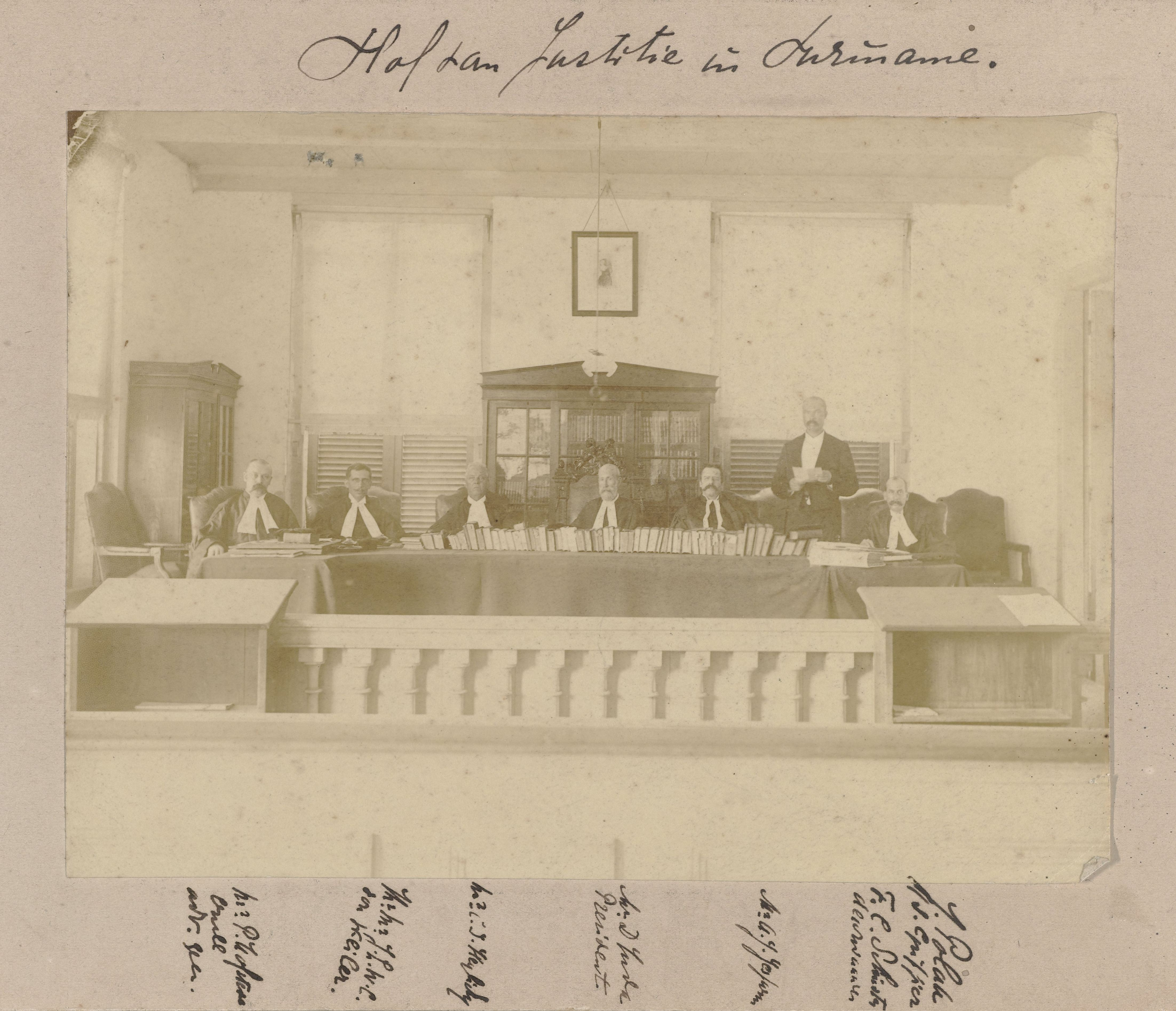
Hof van Justitie in Suriname, periode 1898 - 1903

Het Hof van Justitie was in ieder geval tot 1909 de benaming voor de gerechtelijke beroepsinstantie in de Nederlandse koloniën Suriname en Curaçao (de toenmalige benaming voor de Nederlandse Antillen). 
De werking hiervan was vergelijkbaar met het huidige gerechtshof. Vanaf 1909 was hoger beroep mogelijk bij de Hoge Raad der Nederlanden.